# Církevní oblast Marche
Církevní oblast Marche (ital. Regione ecclesiastica Marche) je jedna z 16 církevních oblastí, do nichž je rozdělena katolická církev v Itálii. Skládá se ze tří církevních provincií, do nichž je rozděleno 12 diecézí a jedna oblastní prelatura v italském regionu Marche.

## Rozdělení
V církevní oblasti Umbrie se nachází tři církevní provincie:
- Církevní provincie Ancona-Osimo:
  - Arcidiecéze Ancona-Osimo
  - Diecéze Fabriano-Matelica
  - Diecéze Jesi
  - Územní prelatura Loreto
  - Diecéze Senigallia
- Církevní provincie Fermo:
  - Arcidiecéze Fermo
  - Diecéze Ascoli Piceno
  - Arcidiecéze Camerino-San Severino Marche
  - Diecéze Macerata-Tolentino-Recanati-Cingoli-Treia
  - Diecéze San Benedetto del Tronto-Ripatransone-Montalto
- Církevní provincie Pesaro:
  - Arcidiecéze Pesaro
  - Diecéze Fano-Fossombrone-Cagli-Pergola
  - Arcidiecéze Urbino-Urbania-Sant'Angelo in Vado

## Statistiky
- plocha: 9 223 km²
- počet obyvatel: 1.466.969
- počet farností: 823
- počet diecézních kněží: 1.033
- počet řeholních kněží: 531
- počet stálých jáhnů: 81

## Biskupská konference oblasti Marche
- Předseda: Piero Coccia, arcibiskup v arcidiecézi Pesaro
- Místopředseda: Angelo Spina, arcibiskup v arcidiecézi Ancona-Osimo
- Sekretář: Rocco Pennacchio, arcibiskup v arcidiecézi Fermo